# بيني نيلسن (لاعب كرة قدم)
بيني نيلسن هو لاعب كرة قدم دنماركي، ولد في 7 مارس 1951، وتوفي في 23 فبراير 2019. شارك مع منتخب الدنمارك لكرة القدم.